# 리례쥔
리례쥔(중국어 간체자: 李烈钧, 정체자: 李烈鈞, 한어 병음: Lǐ Lièjūn, 웨이드-자일스: Li Lie-chün; 1882년 2월 23일 ~ 1946년 2월 20일)은 초기 중화민국의 중국 혁명 지도자이자 장군이다.

## 생애
리례쥔은 장시성 우닝현에서 태어났다. 1904년, 그는 정부 장학금으로 일본으로 보내져 군사 예비 학교인 도쿄 신부 학교에서 공부했다. 1907년, 그는 육군사관학교 (일본)의 포병 학교에 입학했으며, 그곳에서 그의 동급생으로는 옌시산, 탕지야오, 청첸 등이 있었다. 일본에 있는 동안 그는 청나라의 전복과 중국의 근대화를 목표로 하는 혁명 단체인 중국동맹회에도 가입했다. 그는 1908년 장시성에서 군사 직위를 수락하기 위해 중국으로 돌아왔지만, 반정부 정치에 대한 의심을 받아 가택 연금되었다. 1909년, 그는 쿤밍시에 있는 윈난 육군 사관학교의 강사 직위를 수락하기 위해 윈난성으로 이주했다.
리례쥔은 우창 봉기 소식을 듣고 장시로 돌아와 신해혁명 당시 주장시에서 친공화국군 사령관으로 임명되었다. 그는 또한 안후이성에서 친공화국군을 조직했고, 리위안훙과 합류한 후 결국 중국 중부 5개 성의 군사력을 통제하게 되었다. 1912년 장시성 군정장관으로 임명되었지만, 위안스카이에 의해 1913년에 해임되었다. 이는 중국국민당 (KMT) 민주 블록의 총독직 통제를 약화시키려는 조치였다. 계축의 역의 일환으로, 리례쥔은 1913년 7월 12일 쑨원의 지원을 받아 장시성 후커우현에서 위안에 대항하여 봉기했다. 그러나 반란은 진압되었고, 리례쥔은 처음에는 일본으로, 그 다음에는 유럽으로, 나중에는 동남아시아로 망명할 수밖에 없었다. 1915년, 그는 중화혁명당의 일원이 되었고, 프랑스령 인도차이나에서 윈난성으로 재진입했다. 윈난의 군벌 차이쩌는 리례쥔에게 그의 세 군대 중 하나를 지휘하게 했고, 호국 전쟁 동안 위안스카이에 대항하여 광시 좡족 자치구를 점령하는 임무를 맡겼다. 그러나 리례쥔은 광둥성에 기반을 둔 군벌 룽지광에게 패배했고 하이난성으로 도망칠 수밖에 없었다. 전쟁은 1916년 위안스카이의 사망으로 끝났고, 리례쥔은 1917년 쑨원의 초청으로 홍콩과 상하이시를 통해 돌아와 육군원수로 승진하고 호법 운동의 참모장 직위를 수락했다.
리례쥔은 장제스가 1925년 집권한 후에도 중국국민당 정부의 중요한 의사 결정자로 남아 있었다. 1931년 국민정부 국무위원으로 임명되었고, 1932년 국방위원회 위원으로 지명되어 1945년까지 재직했다. 그는 1946년 2월 20일 충칭시에서 사망했다.